# 카를로 갈리
잔카를로 칼리(이탈리아어: Giancarlo Galli; 1931년 3월 6일, 토스카나 주 몬테카티니 테르메 ~ 2022년 11월 6일, 라치오 주 로마)는 흔히 카를로 갈리(이탈리아어: Carlo Galli (dʒaŋ)ˈkarlo ˈɡalli[*])로 알려진 이탈리아의 전 축구 선수로, 현역 시절 스트라이커로 활약했다.

## 클럽 경력
갈리는 16시즌동안 팔레르모, 로마, 밀란, 우디네세, 제노아, 그리고 라치오에서 세리에 A 305경기에 출전해 111골을 기록했다. 그는 주세페 "지포" 비아니의 신망을 받던 선수로, 그는 비아니 감독과 팔레르모와 로마에서 동행했고, 1956년에 밀란에서도 노쇠한 군나르 노르달의 대체자로서 교환되어 재회했다. 갈리는 밀란에서 5년을 보내며 2번의 세리에 A 우승을 거두고 47골을 기록했는데, 1958년 4월 13일에 산 시로에서 열린 라치오와의 안방 경기에서는 무려 5골을 넣어 6-1 대승을 견인했다.

## 국가대표팀 경력
국제 무대에서, 갈리는 1953년부터 1959년까지 이탈리아 국가대표팀에서 13경기 출전해 5골을 기록했고, 1954년 월드컵에 참가했다.

## 경기 방식
키가 크고 날렵한 갈리는 운동신경이 뛰어난 공격수로, 공중에서 머리로 정확하게 득점할 수 있어 중앙 공격수로서 제격이었다.
그는 현역 시절 내내 경기 방식, 공중 경합 능력, 그리고 신체적 조건으로 "큰 카를로"(Carletto)나 "황금 머리"(Testina d'oro), "깡마른 갈대"(Esile giunco)로 별칭이 붙었다.

## 수상
밀란
- 세리에 A: 1956–57, 1958–59

로마
- 세리에 B: 1951–52

제노아
- 세리에 B: 1961–62
- 코파 델레 알피: 1964

이탈리아
- 지중해컵: 1950–53[7]

개인
- 밀란 명예의 전당[3]